# Deep Cuts (Strawbs)
Deep Cuts is een muziekalbum van de Britse band Strawbs. Na het debacle van Nomadness (slecht ontvangen en slecht verkocht) en de huwelijksproblemen van Cousins komt er in het najaar tot veler verbazing een nieuwe elpee van de band uit; velen hadden de band al opgegeven. Het verschil met Nomadness is muzikaal groot; klonk dat album bedompt qua muziek en tekst; Deep Cuts klinkt fris en stekelig zoals Strawbs in hun begintijd klonk. Het album verkoopt echter net zo matig als zijn voorganger. Ook de singles halen de hitparades niet (meer). Het album wordt oorspronkelijk uitgegeven door Oyster Records, het platenlabel van Roger Glover van Deep Purple. Glover was de beoogde muziekproducent, maar bracht samen met de band weinig tot stand. Er kwam een nieuw producersduo Rupert Holmes en Jeffrey Lesser. Het is opgenomen in The Manor. Wat tevens opviel was de hoes, een doorn van een roos, die de elpee afspeelt en een spoor van bloed achterlaat. De eerste cd-versie vindt plaats als 2cd, met Burning for You erbij; beide hadden samen op één cd gepast. In 2019 kwam opnieuw een cd-versie uit op Esoteric Recordings; de had zeven bonustracks als aanvulling, waaronder een versie van Blue Angel, dat al eerder verscheen op het soloalbum Two Weeks Last Summer van Cousins en later gebruikt zou worden als titel voor het album Blue Angel. Deze versie kreeg in vergelijking tot eerdere uitgaven een frisse klank mee.

## Musici
- Dave Cousins – zang, gitaar
- Dave Lambert – zang, gitaar
- Chas Cronk – basgitaar, zang
- Rod Coombes – slagwerk, zang aangevuld met:
- John Mealing, Robert Kirby - toetsen

## Composities
| Nr. | Titel                                                    | Duur |
| --- | -------------------------------------------------------- | ---- |
| 1.  | I only want my love to grow in you (A*) (Cousins, Cronk) | 3:00 |
| 2.  | Turn me round (Cousins, Cronk)                           | 3:42 |
| 3.  | Hard hard winter (Cousins, Kirby)                        | 2:54 |
| 4.  | My friend Peter (Cousins, Cronk)                         | 2:15 |
| 5.  | The soldier’s tale (Cousins, Cronk)                      | 4:15 |
| 6.  | Simple visions (Cousins, Cronk)                          | 4:40 |
| 7.  | Charmer (A**) (Cousins, Cronk)                           | 3:13 |
| 8.  | (Wasting my time) Thinking of you (B*) (Cousins, Cronk)  | 2:27 |
| 9.  | Beside the Rio Grande (Cousins)                          | 4:18 |
| 10. | So close and yet so far away (Cousins)                   | 2:59 |
| 11. | You won’t see the light (Lambert)                        |      |

Tom Allom, de producer van Nomadness, produceert nog Beside The Rio Grande en Hard hard winter. (A*, B*, A** zijn de A/B-kanten van singles). You won't see the light was een bonustrack op de cd-uitgave van Witchwood Media.